# Mazin Al-Kasbi
Mazin Masoud Darwish Al-Kasbi, gyakren egyszerűen Mazin Al-Kasbi (arabul: مازن بن مسعود الكاسبي; Maszkat, 1993. április 27. –) ománi labdarúgó, a Fanja SC kapusa.

## Pályafutása

### A válogatottban
Omán színeiben először 2012. november 8-án lépett pályára az Észtország elleni barátságos mérkőzésen. Pályafutása során játszott a 2012-es WAFF-bajnokságon, a 2014-es világbajnokság selejtezőjén, a 21. Öböl-kupán, a 2014-es Nyugat-ázsiai labdarúgó-bajnokságon, a 2015-ös Ázsia-kupa selejtezőjén és a 22. Öböl-kupán.